# Philippus Oppenheim
Philippus Oppenheim OSB, Geburtsname: Philipp Emil Oppenheim (* 1. Juli 1899 in Olpe; † 8. August 1949), war ein deutscher katholischer Liturgiewissenschaftler.

## Leben
Oppenheim trat in die Abtei Gerleve ein (Profess am 19. März 1921 – Priesterweihe am 6. August 1924). Er studierte bei Franz Joseph Dölger in Münster und Breslau und wurde 1928 promoviert. Er lehrte als Professor für Liturgiewissenschaft  am Benediktinerkolleg Anselmianum in Rom ab März 1929, ab 1945 auch an der Päpstlichen Lateran-Universität in Rom 1945, ab 1946 auch  an der Universität der Propaganda Fide in Rom.

## Schriften (Auswahl)
- Das Mönchskleid im christlichen Altertum. Eine kultur- u. religionsgeschichtliche Studie. Dissertation Breslau 1928.
- Das Mönchskleid im christlichen Altertum. Herder, Freiburg im Breisgau 1931.
- Symbolik und religiöse Wertung des Mönchskleides im christlichen Altertum, vornehmlich nach Zeugnissen christlicher Schriftsteller der Ostkirche. Münster 1932.
- Der heilige Ansgar und die Anfänge des Christentums in den nordischen Ländern. Ein Lebens- und Zeitbild. München 1931.
- De fontibus et historia ritus baptismalis. Rom 1943.
- Ius liturgiae baptismalis. Rom 1943.